# Weißes Schiff
Das Weiße Schiff (normannisch Blanche-Nef; englisch: White Ship) war ein Normannisches Nef, bei dessen Untergang am 25. November 1120 vor der Küste der Normandie bei Barfleur der englische Thronfolger William Ætheling und viele weitere Menschen ums Leben kamen. Durch den Tod des einzig legitimen Sohns von König Heinrich I. blieb die Thronfolge in England ungeklärt. Dies wiederum hatte einen von 1135 bis 1154 dauernden, The Anarchy genannten Erbfolgekrieg zwischen Williams Schwester Matilda und ihrer beider Cousin Stephan von Blois zur Folge.

## Historische Relevanz des Schiffsunglücks

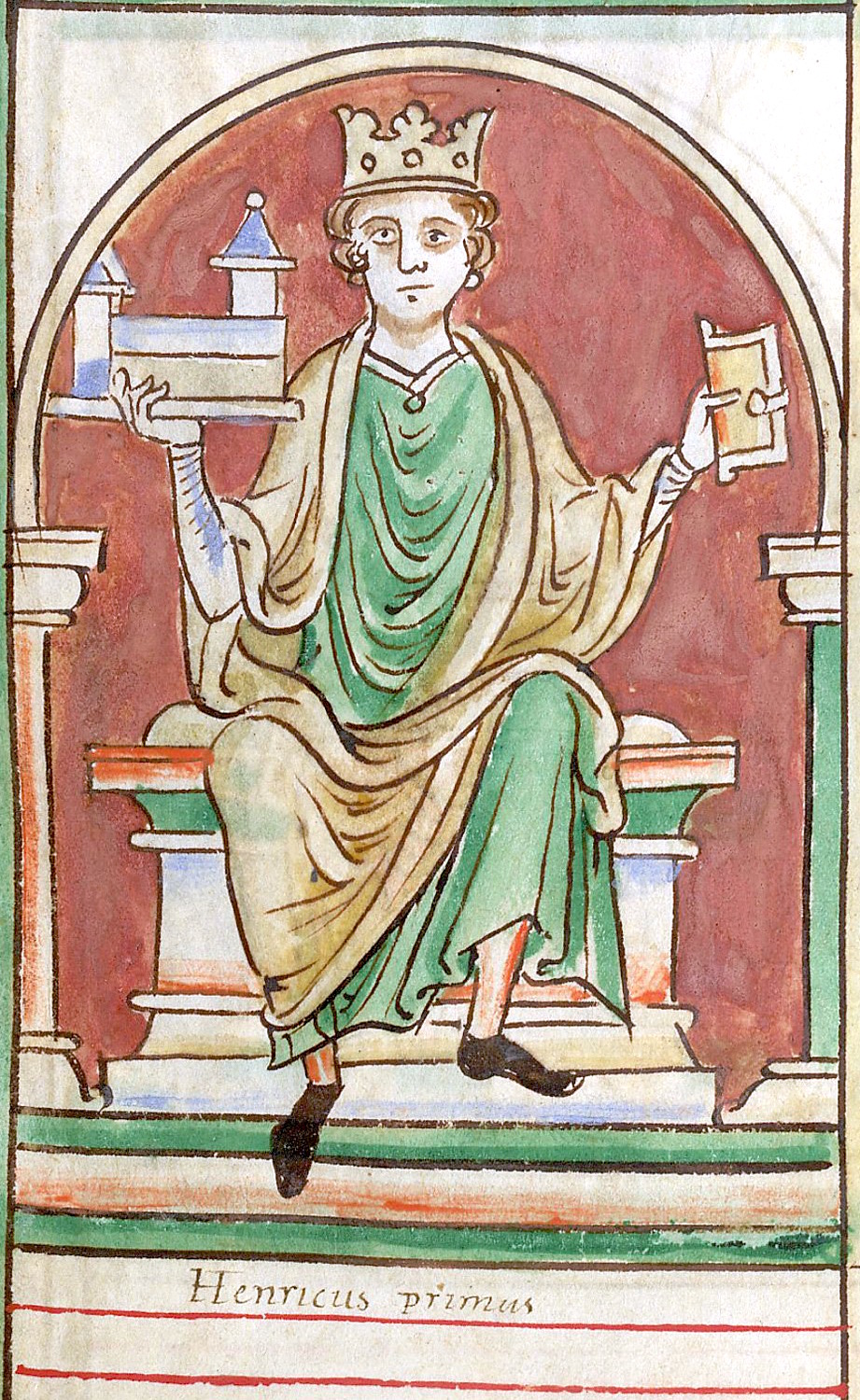
Heinrichs I. in der Chronik von Matthäus Paris

Der Untergang des Blanche-Nef zählt zu den folgenreichsten Schiffskatastrophen der Geschichte, insofern der Tod des anglo-normannischen Thronerben ein auslösender Faktor für einen Bürgerkrieg, einen Dynastiewechsel und die Entstehung des Angevinischen Reiches war. Der spätere Machtkampf um die englische Krone, der das Land schwer in Mitleidenschaft zog, wurde von den Zeitgenossen in Kenntnis der Ursache als Shipwreck (deutsch: Schiffbruch) bezeichnet.

### Vorgeschichte
Bereits unter den Söhnen Wilhelms des Eroberers war es zu Machtkämpfen um die Herrschaft über England und das normannische Stammland der Rolloniden gekommen. Letzteres war zunächst an Robert Curthose, den ältesten der drei Brüder, gefallen, England dagegen an den zweitältesten, Wilhelm Rufus. Nach dessen Tod im Jahr 1100 hatte sich der jüngste Sohn des Eroberers, Heinrich Beauclerc, als König von England durchgesetzt. Fünf Jahre später besiegte er Robert Curthose in der Schlacht bei Tinchebray und vereinte dessen Herrschaftsgebiet, die Normandie, wieder mit England. Robert wurde bis zu seinem Tod 1134 eingekerkert, aber sein Sohn Wilhelm Clito konnte weiterhin Erbansprüche auf das Herzogtum Normandie erheben, das ein Lehen der französischen Krone war. Heinrich setzte daher alles daran, die Nachfolge seines eigenen Sohnes, William, in beiden Herrschaftsgebieten zu sichern. Nach Heinrichs Sieg in der Schlacht von Brémule 1119 war König Ludwig VI. von Frankreich bereit, Wilhelm Clito nicht länger zu unterstützen und stattdessen die Huldigung des 17-jährigen William Ætheling für die Normandie entgegenzunehmen.  Zu diesem Zweck reisten Heinrich und William 1120 nach Paris. Nach der erfolgten Belehnung Williams traten sie im Herbst dieses Jahres die Rückreise an.

### Untergang

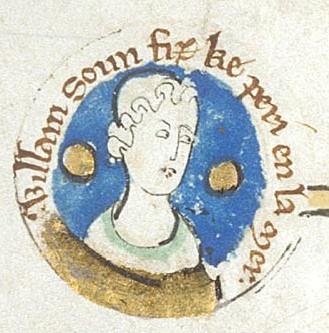
William Ætheling

Ende November 1120 wollten Heinrich I.,  William Ætheling und zahlreiche Mitglieder ihres Hofstaats von der Normandie nach England übersetzen. In Barfleur hatte sich eine kleine Flotte versammelt, die auf guten Wind wartete. Der normannische Schiffseigner Thomas FitzStephen (Thomas fi(l)z Estienne) bot dem König für die Überfahrt seinen neuen, Blanche-Nef genannten, einmastigen Handelssegler an. Der König hatte jedoch bereits ein anderes Schiff gewählt und überließ die Blanche-Nef dem Thronfolger und seinem Gefolge. Dazu gehörten nach Angaben des zeitgenössischen Chronisten Ordericus Vitalis auch zwei illegitime Halbgeschwister William Æthelings, Maud und Richard FitzRoy, sowie rund 300 weitere, meist zum anglonormannischen Hochadel zählende Personen. Am 25. November kam ein für die Überquerung des Ärmelkanals günstiger Wind auf. Am Abend legte zunächst das Schiff des Königs ab. Als das Blanche-Nef ihm spät nachts folgen wollte, lief es bereits bei der Ausfahrt aus dem Hafen von Barfleur auf einen Felsen und sank in kurzer Zeit. Nur ein Mann, ein Metzger namens Bérold oder Guéroult aus Rouen, konnte am nächsten Morgen gerettet werden und darüber berichten, was geschehen war.
Ordericus Vitalis beschreibt im vierten Band seiner Historia ecclesiastica den Untergang des Weißen Schiffs, dessen genaue Ursache aber unklar bleibt. Danach habe William Ætheling schon vor dem Auslaufen Wein ausschenken lassen und sowohl die Passagiere als auch die Besatzung seien betrunken gewesen. Einige Passagiere, darunter Williams Cousin Stephan von Blois, hätten das Schiff daraufhin verlassen. Zu den Legenden, die sich um die Katastrophe bildeten, gehört auch die Geschichte von den Priestern, die das Schiff hätten segnen wollen, aber lachend davongejagt worden seien. Als das Weiße Schiff schließlich gegen Mitternacht ablegte, sollen die betrunkenen Barone von Thomas FitzStephen verlangt haben, den König einzuholen. Vor lauter Eifer habe niemand auf den bekannten Quilleboeuf-Felsen vor der Hafenausfahrt geachtet, der zwei Planken auf der Steuerbordseite eindrückte. Wasser drang in das Schiff ein und es sank sehr schnell. William Ætheling gelang es zunächst, sich in ein Beiboot zu retten, doch als seine Halbschwester Maud um Hilfe rief, ließ er umkehren. Nun versuchten andere Ertrinkende, auf das Boot zu klettern und brachten es damit zum Kentern.
Nach dem Bericht des Chronisten Wilhelm von Malmesbury ertranken neben William, Maud und Richard FitzRoy auch Richard d’Avranches, 2. Earl of Chester, dessen Frau Maud und sein Bruder Otheur, Geoffrey Ridel und Walter of Everci. Das Schiffswrack wurde später geborgen. Die Leichen von Richard d’Avranches und einigen anderen wurden im Dezember in der Nähe von Mortain gefunden. Nach Ordericus Vitalis konnte man sie nur noch anhand der Kleidung identifizieren.

### Folgen
Der Schiffbruch machte alle Pläne Heinrichs I. für eine geregelte Erbfolge in England und der Normandie zunichte. Da seine erste Frau, Edith von Schottland, 1118 gestorben war, heiratete er bereits zwei Monate nach dem Untergang des Weißen Schiffs, am 24. Januar 1121 die 18-jährige Adelheid von Löwen. Die neue Ehe blieb jedoch kinderlos, und Heinrich gelang es bis zu seinem Tod im Jahr 1135 nicht mehr, einen legitimen männlichen Thronerben zu zeugen. Daher rief er 1125 seine Tochter Matilda, die Witwe des römisch-deutschen Kaisers Heinrich V., nach England zurück und versuchte, ihre Anerkennung als seine rechtmäßige Nachfolgerin durchzusetzen.
Als Frau jedoch war Kaiserin Maud, wie Matilda von ihren Anhängern genannt wurde, in den Augen der herrschenden Aristokratie zum Königtum ungeeignet. Zudem war ihr Sohn Heinrich FitzEmpress aus ihrer zweiten Ehe mit Gottfried von Anjou 1135 noch ein Kleinkind. Daher gelang es zunächst Stephan von Blois, der das Weiße Schiff noch rechtzeitig verlassen haben soll, seine Ansprüche auf den englischen Thron geltend zu machen. Über seine Mutter Adela von der Normandie war er ein Enkel Wilhelms des Eroberers und ein Neffe des verstorbenen Königs Heinrich. Zwischen den Parteien Stephans und Matildas entbrannte ein fast 20-jähriger Erbfolgekrieg, den der Sohn der Kaiserin schließlich für sich entschied. Als Heinrich II. bestieg er 1154 den englischen Thron. Er vereinte England und das selbständige Herzogtum Bretagne mit den französischen Herzogtümern Normandie und Aquitanien sowie den Grafschaften Maine, Touraine, Anjou und Poitou zum Angevinischen Reich und begründete die jahrhundertelange Herrschaft des Hauses Plantagenet über England.

## Moderne Rezeption
In Ken Folletts Roman Die Säulen der Erde wird der Untergang des Schiffes thematisiert. Follett erfand als Ursache für das Unglück eine Verschwörungstheorie: Die anglo-normannischen Barone hätten erhofft, durch den Tod der Nachkommen Heinrichs Anarchie und eine Möglichkeit zur Vergrößerung ihrer Macht herbeizuführen. In den Romanen Das zweite Königreich und Hiobs Brüder von Rebecca Gablé wird das Schiff ebenfalls erwähnt.